# الکساندر پوزدیف
الکساندر پوزدیف (اوکراینی: Олександр Сергійович Поздеєв؛ زادهٔ ۱۴ ژوئن ۱۹۸۶) بازیکن فوتبال اهل اوکراین است.